# Đinh Tiến Dũng
Đinh Tiến Dũng (sinh ngày 10 tháng 5 năm 1961) là một chính khách Việt Nam. Ông nguyên là Ủy viên Bộ Chính trị khóa XIII, Bí thư Thành ủy Hà Nội, Trưởng đoàn đại biểu Quốc hội thành phố Hà Nội khóa XV. Ông là Ủy viên Ban Chấp hành Trung ương Đảng Cộng sản Việt Nam khóa XI, XII, XIII, Bộ trưởng Bộ Tài chính Việt Nam (2013-2021), Tổng Kiểm toán Nhà nước (2011-2013), Bí thư Tỉnh ủy Ninh Bình (2010-2011), Phó Bí thư Tỉnh ủy, Chủ tịch Ủy ban nhân dân tỉnh Điện Biên (2008-2010), Thứ trưởng Bộ Xây dựng.
Do các sai phạm khi còn làm Bộ trưởng Bộ Tài chính giai đoạn 2016-2021, nên ngày 19 tháng 06 năm 2024, ông đã từ chức và được Bộ Chính trị đồng ý.

## Tiểu sử

### Thân thế
Ông sinh ngày 10 tháng 5 năm 1961 tại làng Trung Trữ, xã Ninh Giang, huyện Hoa Lư, tỉnh Ninh Bình. Ông hiện cư trú tại quận Hoàng Mai, Thành phố Hà Nội.

### Giáo dục
- Từ tháng 10/1978: ông là sinh viên Trường Đại học Tài chính - Kế toán (nay là Học viện Tài chính), Khoa Kế toán xây dựng cơ bản. Ông có bằng cử nhân kinh tế, tài chính.[4]
- Thạc sĩ Quản trị kinh doanh.[4][5]
- Cao cấp lý luận chính trị.[6]

## Sự nghiệp chính trị ban đầu

### Làm việc ở Bộ Xây dựng

#### Tổng Công ty Sông Đà
Tháng 3 năm 1983, sau khi tốt nghiệp đại học, ông được phân về làm Cán bộ Phòng Tài vụ của Tổng công ty Sông Đà (thuộc Bộ Xây dựng). Ông được kết nạp vào Đảng Cộng sản Việt Nam ngày 05 tháng 1 năm 1987.
Tính đến tháng 4 năm 1993, ông lần lượt giữ các chức vụ tài chính kế toán trong các công ty thành viên của Tổng công ty Sông Đà:
- Tháng 5 năm 1987: Phó Kế toán trưởng Công ty Xây dựng Thủy công Tổng công ty Sông Đà.
- Tháng 5 năm 1988: Phó phòng Tài vụ Công ty Cung ứng vật tư Sông Đà, Tổng công ty Sông Đà.
- Tháng 6 năm 1989: Kế toán trưởng Công ty Cung ứng vật tư Sông Đà, Tổng công ty Sông Đà.
- Tháng 12 năm 1991: Kế toán trưởng Công ty Xây dựng Sông Đà 1, Tổng công ty Sông Đà.

#### Thăng tiến trong Bộ Xây dựng
Đến tháng 4 năm 1993, ông được phân về làm Kế toán trưởng Tổng công ty Thủy tinh và Gốm xây dựng (thuộc Bộ Xây dựng).
Tháng 10 năm 1997: ông được bổ nhiệm làm Vụ trưởng Vụ Tài chính kế toán, Bộ Xây dựng, bởi sự đề cử của cấp trên cũ là ông Nguyễn Hồng Quân, nguyên Tổng Giám đốc Tổng công ty Sông Đà, bấy giờ vừa được bổ nhiệm làm Thứ trưởng thường trực Bộ Xây dựng, Nguyễn Hồng Quân được bổ nhiệm làm Bộ trưởng Bộ Xây dựng năm 2002.
Tháng 6 năm 2003, ông được bổ nhiệm làm Ủy viên Ban Cán sự đảng Bộ Xây dựng, Thứ trưởng Bộ Xây dựng.

### Lãnh đạo địa phương

#### Điện Biên
Tháng 5 năm 2008, ông được điều động tham gia Tỉnh ủy tỉnh Điện Biên và được bầu làm Phó Bí thư Tỉnh ủy. Hai tháng sau, tại phiên họp Hội đồng nhân dân tỉnh Điện Biên, ông được bầu làm Chủ tịch Ủy ban Nhân dân tỉnh Điện Biên, thay cho bà Lò Mai Trinh chuyển sang giữ chức vụ Bí thư Tỉnh ủy Điện Biên.

#### Ninh Bình
Tháng 10 năm 2010, Trung ương Đảng điều động Đinh Tiến Dũng giữ chức Bí thư Tỉnh ủy Ninh Bình thay cho ông Đinh Văn Hùng người vừa bị kỷ luật trong công tác hành chính của Đảng. Đến tháng 1 năm 2011, ông trúng cử Ủy viên Ban Chấp hành Trung ương Đảng Cộng sản Việt Nam khoá XI. Ông công tác lãnh đạo toàn diện tỉnh Ninh Bình.

## Sự nghiệp chính trị tại Trung ương

### Đại biểu Quốc hội
Chiều ngày 09 tháng 3 năm 2016, tại Hà Nội, Bộ Tài chính tổ chức Hội nghị cử tri của Bộ Tài chính để giới thiệu, nhận xét người ứng cử Đại biểu Quốc hội khóa 14, 100% đại biểu dự Hội nghị đã bỏ phiếu đồng thuận giới thiệu ông tham gia ứng cử Đại biểu Quốc hội khóa 14.
Sáng 09 tháng 5 năm 2016, ông và các ứng cử viên Đại biểu Quốc hội khóa 14 tiếp tục chương trình tiếp xúc cử tri tại huyện Gia Viễn (Ninh Bình). Kết quả bầu cử đại biểu Quốc hội khóa 14 được công bố vào chiều ngày 09 tháng 6 năm 2016 cho biết ông đã trúng cử đại biểu Quốc hội Việt Nam khóa 14 (bầu cử diễn ra vào ngày 22 tháng 5 năm 2016) ở Đơn vị bầu cử số 1 gồm thành phố Ninh Bình và các huyện: Nho Quan, Gia Viễn, Hoa Lư tỉnh Ninh Bình. Ông là một trong số 13 Bộ trưởng của Chính phủ Việt Nam khóa cũ trúng cử đại biểu Quốc hội Việt Nam khóa 14. Ông được 318.331 phiếu, đạt tỷ lệ 95,44%.
Sáng ngày 18 tháng 10 năm 2016, ông đã có buổi tiếp xúc cử tri tại phường Phúc Thành, thành phố Ninh Bình nhằm chuẩn bị cho kỳ họp thứ 2, Quốc hội khóa 14. Ngày 06 tháng 12 năm 2016, ông đã có buổi tiếp xúc cử tri tại huyện Gia Viễn và huyện Hoa Lư, tỉnh Ninh Bình để báo cáo với cử tri kết quả kì họp thứ 2 Quốc hội khóa 14. Sáng ngày 26 tháng 4 năm 2017, ông đã có buổi tiếp xúc cử tri tại huyện Kim Sơn, tỉnh Ninh Bình, báo cáo trước cử tri và nhân dân các xã bãi ngang, huyện Kim Sơn về dự kiến chương trình và nội dung của kỳ họp thứ ba Quốc hội khóa 14.
Ngày 07 tháng 7 năm 2017, ông đã có buổi tiếp xúc với cử tri thành phố Ninh Bình và huyện Hoa Lư, tỉnh Ninh Bình để thông báo với cử tri kết quả Kỳ họp thứ 3, Quốc hội khóa 14. Ngày 02 tháng 10 năm 2017, ông đã tham dự Hội nghị tiếp xúc cử tri tại xã Ninh Vân, huyện Hoa Lư để ghi nhận các ý kiến, kiến nghị gửi tới Quốc hội tại Kỳ họp thứ 4.

### Tổng kiểm toán Nhà nước Việt Nam
Ngày 2 tháng 8 năm 2011: ông được Quốc hội bầu vào chức vụ Tổng Kiểm toán Nhà nước (Việt Nam) thay người tiền nhiệm là ông Vương Đình Huệ.
Ông là người đề xuất và được 100% thành viên của Ủy ban thường vụ Quốc hội khóa 13 nhất trí cho phép Kiểm toán Nhà nước thành lập cơ quan thanh tra riêng vào ngày 16/1/2013.

### Bộ trưởng Bộ Tài chính

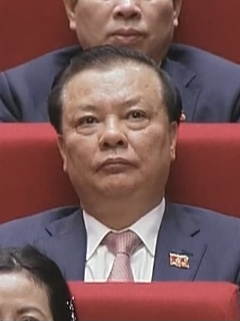
Bộ trưởng Tài chính Đinh Tiến Dũng tại lễ Đại hội Đảng lần thứ 13

Ngày 24 tháng 5 năm 2013, ông được Quốc hội Việt Nam khóa 13 miễn nhiệm chức danh Tổng Kiểm toán Nhà nước (84% số đại biểu Quốc hội có mặt đồng ý), và bầu ông giữ chức vụ Bộ trưởng Bộ Tài chính thay ông Vương Đình Huệ (355 đại biểu, tương ứng với tỷ lệ 71,2% đã nhất trí).
Ngày 27 tháng 7 năm 2016, tại kỳ họp thứ nhất, Quốc hội khóa XIV phê chuẩn, Chủ tịch nước bổ nhiệm ông giữ chức Bộ trưởng Bộ Tài chính. Sáng 16 tháng 11 năm 2017, Bộ trưởng Bộ Tài chính Đinh Tiến Dũng là Bộ trưởng đầu tiên đăng đàn trả lời chất vấn tại kỳ họp thứ 4, Quốc hội khóa 14.
Ngày 30 tháng 1 năm 2021, tại phiên bầu cử Trung ương, ông được bầu làm Ủy viên chính thức Ban Chấp hành Trung ương Đảng Cộng sản Việt Nam khoá XIII. Ngày 31, tại phiên họp đầu tiên của Trung ương Đảng khóa XIII, ông được bầu làm Ủy viên Bộ Chính trị Ban Chấp hành Trung ương Đảng Cộng sản Việt Nam khóa XIII.
Ngày 07 tháng 4 năm 2021, Tại kỳ họp thứ 11, Quốc hội khóa XIV, được Quốc hội phê chuẩn, Chủ tịch nước miễn nhiệm chức danh Bộ trưởng Bộ Tài chính nhiệm kỳ (2016 – 2021) theo đề nghị của Thủ tướng Phạm Minh Chính.

## Sự nghiệp chính trị tại Hà Nội

### Bí thư Thành ủy Hà Nội
Ngày 02 tháng 4 năm 2021, ông Nguyễn Thanh Bình, Phó Trưởng ban Thường trực Ban Tổ chức Trung ương đã công bố Quyết định số 35-QĐNS/TW của Bộ Chính trị về việc phân công ông Đinh Tiến Dũng, Ủy viên Bộ Chính trị, Bí thư Ban Cán sự Đảng Bộ Tài chính, Bộ trưởng Bộ Tài chính, giữ chức Bí thư Thành ủy Hà Nội nhiệm kỳ 2020-2025 thay ông Vương Đình Huệ vừa được bầu làm Chủ tịch quốc hội.

## Sai phạm và kỷ luật
Chiều 9/9/2021, Ủy ban Kiểm tra Trung ương cho biết, Ban cán sự đảng Bộ Tài chính và Bí thư Ban cán sự đảng, Bộ trưởng Tài chính nhiệm kỳ 2016-2021 có một số vi phạm, khuyết điểm, hạn chế trong việc ban hành và tổ chức thực hiện Quy chế làm việc, công tác cán bộ, trong xây dựng thể chế, chính sách, trong quản lý, sử dụng vốn vay và ngân quỹ nhà nước. Cùng với đó, Ban cán sự đảng Bộ Tài chính và Bí thư Ban cán sự đảng, Bộ trưởng Tài chính nhiệm kỳ 2016-2021 (ông Đinh Tiến Dũng) đã thiếu lãnh đạo, chỉ đạo thanh tra, kiểm tra đối với Ủy ban Chứng khoán Nhà nước và các Sở Giao dịch chứng khoán, để Ủy ban Chứng khoán Nhà nước ban hành một số văn bản không phù hợp quy định của pháp luật.
Từ ngày 12 đến ngày 14/6/2024, tại Hà Nội, Uỷ ban Kiểm tra Trung ương đã họp kỳ thứ 42 và đề nghị cấp có thẩm quyền xem xét, thi hành kỷ luật Ban cán sự đảng Bộ Tài chính nhiệm kỳ 2016 - 2021 và ông Đinh Tiến Dũng, Ủy viên Bộ Chính trị, Bí thư Thành ủy Hà Nội, nguyên Bí thư Ban cán sự đảng, Bộ trưởng Bộ Tài chính 

## Gia đình
Ông Đinh Tiến Dũng có người con trai lớn là Thiếu tá Đinh Tiến Hải làm Thư ký của Tổng Bí thư Tô Lâm.